# Championnat de Géorgie de football 2004-2005
Navigation
Saison précédente Saison suivante
La saison 2004-2005 du Championnat de Géorgie de football était la 16e édition de la première division géorgienne. Le championnat, appelé Umaglesi Liga, regroupe les dix meilleurs clubs géorgiens au sein d'une poule unique, où les équipes se rencontrent quatre fois dans la saison, 2 fois à domicile et 2 fois à l'extérieur. À la fin la saison, pour permettre un passage du championnat de 10 à 16 clubs, il n'y a pas de relégation et 6 clubs de Pirveli Liga sont promus.
Cette saison, c'est le club de FC Dinamo Tbilissi qui remporte le titre, après avoir terminé en tête du championnat, avec 5 points d'avance sur le Torpedo Koutaïssi et 6 sur le FC Tbilissi. Il s'agit du 12e titre de champion de Géorgie du Dinamo.
Des bouleversements ont entraîné la modification du fonctionnement du championnat pour cette saison. En effet, deux des 3 clubs promus de D2, le FK Kobuleti et le Gorda Rustavi sont exclus du championnat pour raisons financières tandis que le troisième promu, le Samgurali Tskhaltubo choisit de lui-même de ne pas prendre part à la compétition pour les mêmes raisons. Pour pallier ce manque de clubs, la fédération décide d'autoriser la montée du club nouvellement formé du FC Zestafoni, pourtant 16e de Pirveli Liga et sportivement relégué en troisième division !

## Les 10 clubs participants
| - FC Dinamo Tbilissi - Kolkheti 1913 Poti - Torpedo Koutaïssi - Dinamo Batoum - Lokomotiv Tbilissi - FC Tbilissi - Sioni Bolnissi - Dila Gori - WIT Georgia Tbilissi - FC Zestafoni - Promu de Pirveli Liga |

## Compétition

### Classement
Le barème de points servant à établir le classement se décompose ainsi :
- Victoire : 3 points
- Match nul : 1 point
- Défaite : 0 point

| Rang | Équipe                   | Pts | J  | G  | N  | P  | Bp | Bc | Diff |
| ---- | ------------------------ | --- | -- | -- | -- | -- | -- | -- | ---- |
| 1    | FC Dinamo Tbilissi       | 75  | 36 | 23 | 6  | 7  | 73 | 27 | +46  |
| 2    | Torpedo Koutaïssi        | 70  | 36 | 20 | 10 | 6  | 56 | 31 | +25  |
| 3    | FC Tbilissi              | 69  | 36 | 21 | 6  | 9  | 60 | 40 | +20  |
| 4    | Lokomotiv Tbilissi (C)   | 63  | 36 | 16 | 15 | 5  | 42 | 24 | +18  |
| 5    | FC Zestafoni (P)         | 53  | 36 | 16 | 5  | 15 | 38 | 48 | -10  |
| 6    | WIT Georgia Tbilissi (T) | 48  | 36 | 13 | 9  | 14 | 54 | 41 | +13  |
| 7    | Sioni Bolnissi           | 40  | 36 | 12 | 4  | 20 | 35 | 56 | -21  |
| 8    | Dinamo Batoum            | 39  | 36 | 9  | 12 | 15 | 35 | 33 | +2   |
| 9    | Kolkheti 1913 Poti       | 32  | 36 | 9  | 5  | 22 | 32 | 63 | -31  |
| 10   | Dila Gori                | 10  | 36 | 2  | 4  | 30 | 20 | 88 | -68  |

|  | Participation à la poule pour le titre                                                   |
|  | Qualification pour la Coupe UEFA 2005-2006                                               |
|  | Qualification pour la Coupe Intertoto 2005                                               |
|  | (T) : Tenant du titre (C) : Vainqueur de la Coupe de Géorgie (P) : Promu de Pirveli Liga |

## Bilan de la saison
| Championnat de Géorgie de football 2004-2005            |                                                                                          |
| Champion                                                | FC Dinamo Tbilissi (12e titre)                                                           |
| Coupes et trophées                                      |                                                                                          |
| Vainqueur de la Coupe de Géorgie 2004-2005              | Lokomotiv Tbilissi                                                                       |
| Qualifications continentales                            |                                                                                          |
| Ligue des champions 2005-2006 1er tour de qualification | FC Dinamo Tbilissi                                                                       |
| Coupe UEFA 2005-2006                                    | Lokomotiv Tbilissi                                                                       |
| Coupe UEFA 2005-2006                                    | Torpedo Koutaïssi                                                                        |
| Coupe Intertoto 2005                                    | WIT Georgia Tbilissi                                                                     |
| Promotions et relégations                               |                                                                                          |
| Promus en Umaglesi Liga                                 | Ameri Tbilissi FC Borjomi Spartak Tbilissi Kakheti Telavi FC Tskhinvali Dinamo Soukhoumi |
| Relégués en Pirveli Liga                                | Aucun (passage de 10 à 16 clubs)                                                         |